# Leonardo Bonzi
Leonardo Bonzi (Milano, 22 dicembre 1902 – San Michele di Ripalta Cremasca, 29 dicembre 1977) è stato un aviatore, regista, tennista e bobbista italiano.

## Biografia
Leonardo Bonzi nacque a Milano dal conte Iro (1865-1939), avvocato, vicepresidente del Milan tra il 1921 ed il 1923 e Sarina Nathan Berra (1872-1968), nipote dal lato paterno di Ernesto Nathan e sorella di uno dei soci fondatori del Milan, Edward Nathan Berra. La famiglia Bonzi era stata nobilitata nel 1694 per i servigi prestati alla Repubblica di Venezia, ottenendo il titolo di conti del Serio. Nel 1738 la famiglia era stata ammessa nel patriziato di Crema, in seguito al matrimonio di Ercole Bonzi con una Vimercati.
Alle Olimpiadi invernali di Chamonix, dove fu il portabandiera, partecipò alla gara di bob a quattro. L'equipaggio di Bonzi, Italia-2, non terminò la gara. Vinse i Campionati italiani di tennis a più riprese: nel 1926 si aggiudicò il doppio misto e nel 1929 raccolse i titoli nel doppio maschile e nel doppio misto. Nel 1929 partecipa inoltre al torneo di Wimbledon (dove viene eliminato da George Lott) e agli Internazionali di Francia (dove viene eliminato da Uberto de Morpurgo). 

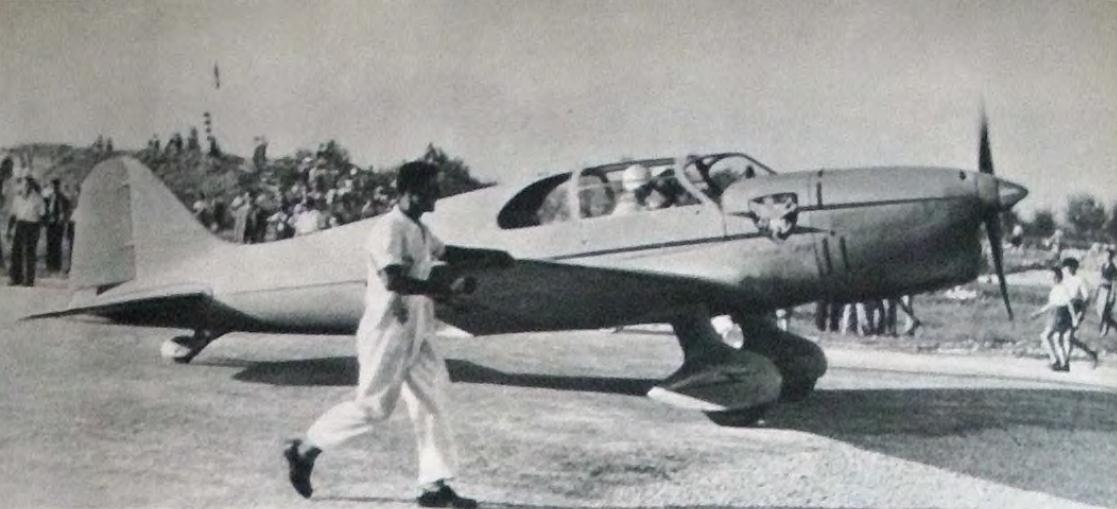
Il SAI Ambrosini S.1001 Grifo marche I-ASSI "Angelo dei bimbi" che condusse in coppia con Maner Lualdi.

Leonardo Bonzi sposò nel 1937 Elisa Lentati, anch'ella appassionata aviatrice e prima donna in Italia a conseguire il brevetto di pilota.
Nel 1948 con Maner Lualdi fece una trasvolata in Sudamerica, per sensibilizzare l'opinione pubblica sulla situazione dei bambini mutilati e orfani di quelle terre, su di un piccolo aereo da turismo, il SAI Ambrosini S.1001 Grifo marche I-ASSI battezzato per l'occasione "Angelo dei bimbi". L'aereo è oggi custodito presso il Museo Alfa Romeo di Arese
Fu inoltre regista e produttore cinematografico. Nel 1945 sposò l'attrice Clara Calamai.
Girò e fu produttore di documentari con la Astra Cinematografica come Una lettera dall'Africa (1951) e Continente perduto (1955) che vinse il Premio Speciale della Giuria al Festival di Cannes e la Grande Placca d'argento al Festival di Berlino. Solo come produttore, finanziò Magia verde (1952) di Gian Gaspare Napolitano e La muraglia cinese (1958) di Carlo Lizzani, con il quale vinse David di Donatello.
Nel 1961 si sposò per la terza volta, con Jacqueline de Rieupeyroux. Nel 1966 diviene presidente del Clubino di Milano.
Bonzi era proprietario dell'area nel Comune di Segrate, dove sarebbero poi sorte Milano 2 e l'ospedale San Raffaele. Nel 1968 egli vendette all'Edilnord di Silvio Berlusconi, per una somma di circa tre miliardi di lire, i terreni (per un'estensione di 712 000 m²), per i quali aveva già ottenuto tra il 1962 ed il 1965 dal comune l'autorizzazione a costruire per 2,5 milioni di metri cubi in cambio dell'impegno a provvedere alle opere di urbanizzazione.  
Negli ultimi anni della sua vita Leonardo Bonzi risiedette prevalentemente a San Michele, frazione del comune di Ripalta Cremasca, dove era situata la residenza di famiglia (villa Bonzi), risalente al XVIII secolo. La villa attualmente ospita il Museo Leonardo Bonzi, inaugurato il 4 giugno 2006, che raccoglie vari oggetti legati alla figura e alle imprese sportive di Leonardo Bonzi: fotografie, oggetti (ad es. l'elica dell'aereo capovoltosi nell'atterraggio sul Monte Bianco nel 1931), medaglie e trofei.
Una targa, posta nell'androne di Palazzo Civita al numero 2 di piazza Duse a Milano (a lungo residenza di famiglia) commemora le imprese sportive ed i riconoscimenti ottenuti da Leonardo Bonzi.

## Filmografia
- Una lettera dall'Africa (1951) regista e produttore
- Magia verde (1952) produttore
- Continente perduto (1955) regista e produttore
- La gran avventura (1974) attore